# Lijst van Franse commissarissen van Cambodja
Dit is een lijst met de Franse koloniale bestuurders van Cambodja vanaf 1945. Boven deze bestuurders stonden de Franse hoge commissarissen voor Indochina. Voor zover bekend zijn de jaartallen vermeld.  
Commissarissen: 

15 oktober 1945 - 10 april 1946 Huard

10 april 1946 - 20 mei 1947 Romain Victor Pénavaire 

20 mei 1947 - 20 oktober 1948 Léon Pignon 

20 oktober 1948 - 26 februari 1949 Lucien Vincent Loubet, waarnemend 

26 februari 1949 - 29 oktober 1951 Jean de Raymond 

30 oktober 1951 - 16 mei 1952 Yves Digo 

16 mei 1952 - 9 november 1953 Jean Risterucci 